# Sindrome di Scheie
La  sindrome di Scheie  (o deficit di Alfa-L-iduronidasi) in campo medico, si intende un sottotipo di mucopolisaccaridosi (l'attuale forma denominata IS una volta chiamata V), un disordine genetico del metabolismo. Esistono tre forme similari studiate in letteratura, quella di Scheie è la forma media. 
Questa malattia è una mucopolisaccaridosi e fa parte dell'eterogeneo gruppo delle malattie da accumulo lisosomiale.

## Epidemiologia
La malattia, di diffusione rara, si manifesta in età pediatrica.

## Eziologia
Lo stato morboso è provocato da un deficit dell'enzima di Alfa-L-iduronidasi, che comporta un'anomala accumulazione delle sostanze (i mucopolisaccaridi) nei tessuti.

## Sintomatologia
I sintomi e i segni della malattia sono considerati meno gravi rispetto ad un'altra forma di mucopolisaccaridosi, la sindrome di Hurler, e si compongono di ernia inguinale, insufficienza aortica, cataratta, epatosplenomegalia. L'intelligenza tende ad essere nella norma. Oltre a queste manifestazioni si accompagnano deformità fisiche, soprattutto localizzate al volto.

## Prognosi
L'aspettativa di vita non è modificata dalla presenza di tale stato morboso. Fanno eccezione i casi (seppur molto rari) con insufficienza aortica di grado severo o con cardiopatie congenite.